# Heidelberg
Heidelberg je město v německé spolkové zemi Bádensko-Württembersko. Leží na jejím severozápadě, v polovině cesty mezi Stuttgartem a Frankfurtem nad Mohanem, a patří k turisty nejvyhledávanějších místům země. Je světově proslulé svojí zříceninou zámku, historickým centrem, ale zejména Univerzitou Ruprechta-Karla (Ruprecht-Karls-Universität) z roku 1386, nejstarší na území dnešního Německa. Žije zde přibližně 163 tisíc obyvatel.
Heidelberg tvoří společně s Mannheimem a Ludwigshafenem metropolní region, nazývaný též Trojúhelník Rýn-Neckar.

## Historie
Asi před půl milionem let žil v okolí Homo heidelbergensis, jehož čelist byla objevena v roce 1907. V 5. století př. n. l. existovalo na Hoře svatých, Heiligenbergu keltské oppidum. V roce 40 př. n. l. zde Římané založili stálý tábor.
Moderní historie Heidelbergu začíná v 5. století, první písemná zmínka o vesnici zvané Bergheim se datuje z roku 769. V roce 863 byl na Heiligenbergu založen klášter sv. Michala. Roku 1155 přešel zdejší hrad i s podhradím do majetku rodu Štaufů, z roku je 1196 je první zmínka přímo o osadě „Heidelberch“, z roku 1255 pak pochází první zmínka o hradu, stojícím nad městem.
V roce 1356 vydal Karel IV. Zlatou bulu, kterou ustanovil falckého hraběte jedním z kurfiřtů. Ještě ve 14. století se pak pod hradem objevilo trvalé sídliště, které bylo po dlouhou dobu zcela nezávislé na samotném městě. V roce 1386 zde kurfiřt Ruprecht III. založil univerzitu. V letech 1556–59 princ Otto Jindřich do země přináší reformaci, Heidelberský katechismus se následně stal hlavní modlitební knihou reformace. Stejný kníže vybudoval renesanční část hradu.

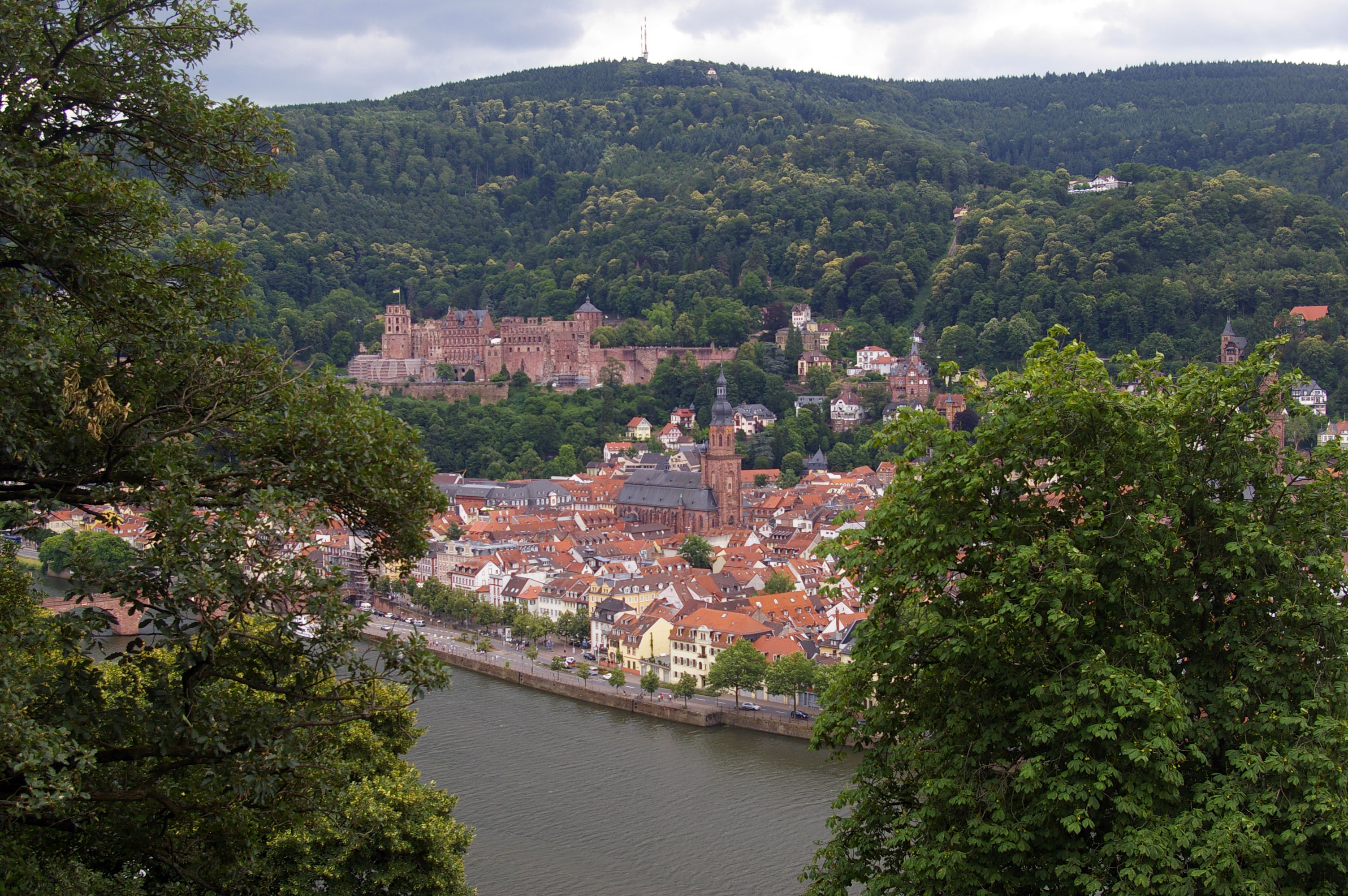
Výhled na Heidelberg z promenády filosofů

Pro české země je významný falcký kurfiřt Fridrich V. (v Čechách známý jako Zimní král). V Heidelbergu vybudoval rozsáhlé zámecké zahrady, tzv. Anglický dům v samotném zámku a Alžbětinu bránu. Poté, co jeho české dobrodužství dopadlo neslavně, byl však kurfiřtské hodnosti zbaven. Mezi lety 1688–89 obléhala město vojska Ludvíka XIV., který na Falc vznesl nárok na základě příbuzenského vztahu s Liselottou Falckou. Jeho vojska pobořila hrad i město. Značná část hradu zůstala v troskách dodnes.
V roce 1720 bylo hlavní město kurfiřtství přesunuto do Mannheimu, kde vznikl nový zámek, přesto ale kurfiřt Karl Theodor postavil Starý most přes Neckar a opravil částečně hrad. V roce 1764 vypukl ve městě velký požár způsobený bleskem, který zapálil zámek. Roku 1815 zde rakouský císař, ruský car a pruský král založili Svatou alianci proti Napoleonovi Bonapartemu.
Před cca 150 lety zde vznikla stejnojmenná značka tiskáren a zařízení pro polygrafickou výrobu.
Z období vlády národních socialistů pochází rozlehlý amfiteátr na kopci Heiligenberg, který sloužil od svého slavnostního otevření v roce 1935 jako tzv. Thingstätte k propagandistickým akcím NSDAP; dnes se tam pořádají různé kulturní akce. Koncem roku 1945 v Heidelbergu zemřel na následky autonehody americký generál George S. Patton.
V roce 1972 se v Heidelbergu konaly Letní paralympijské hry.

## Památky
Město patří k nejnavštěvovanějším historickým městům Německa, čemuž přispívá jednak jeho poloha, jednak právě značné množství dochovaných památek a malebnost města.

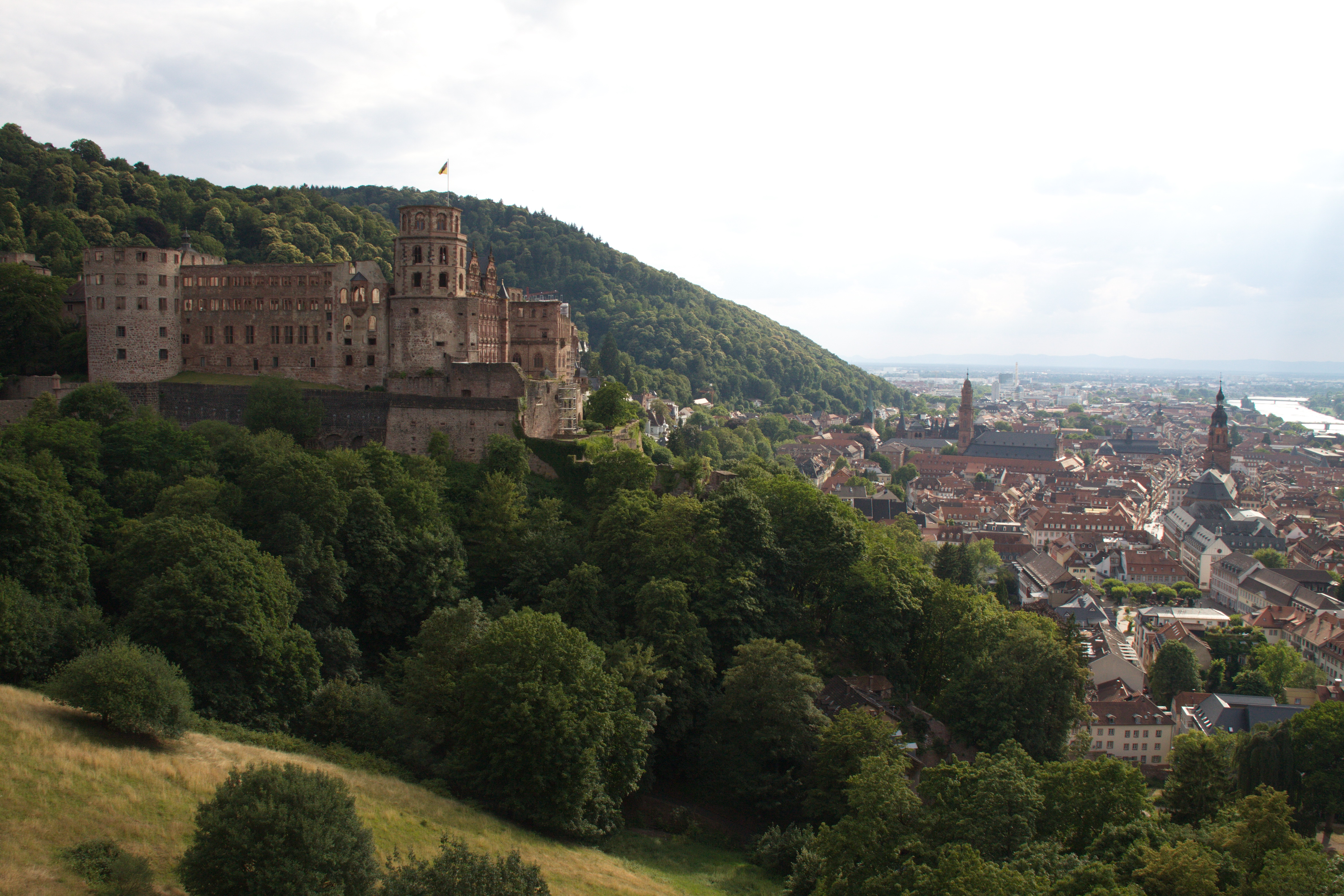
Pohled na hrad a město z terasy zahrady

### Heidelberský hrad (Heidelberger Schloss)
Nejstarší částí je tzv. Ruprechtův dům, který postavil kurfiřt Ruprecht III. Dům byl gotický. Dům Jindřicha Otty je sice v troskách, jeho fasáda však patří k nejkrásnějším památkám hradu, vedle ní stojící věž byla postavena ve stejné době, dnes je ale také v troskách. Palác Fridricha IV. s barokní fasádou je dochovaný a jeho interiéry jsou součástí prohlídkového okruhu. V tomto paláci lze spatřit královskou halu, sloupovou síň a další interiéry. V hradu je dnes též umístěno muzeum lékárnictví.
Zajímavé jsou věže a obranné zdi hradu, z nichž některé zůstaly pobořené od dob obléhání vojsky Ludvíka XIV. Terasovité zahrady kolem hradu poskytují překrásné výhledy na město a hrad, nachází se v nich socha otce Rýna.

### Univerzita
Stará budova univerzity pochází v současné podobě z roku 1728 a stojí na univerzitním náměstí. Zajímavý je pro turisty dostupný objekt studentské věznice, kde byli studenti mezi lety 1712–1914 vězněni za opilost, špatné chování, rušení nočního klidu a další přestupky, interiér místnosti je vyzdoben četnými studentskými graffiti. Součástí budovy Nové univerzity je i původně obranná Věž čarodějnic z roku 1380. Za pozornost stojí též budova univerzitní knihovny.

### Jižní město
Nachází se v něm četné paláce, mezi nimi: Haus Graimberg s dochovanými německými a francouzskými nápisy na oknech, Velkovévodský palác z roku 1717 s barokní fasádou či palác Boissereé. Na Kukuřičném trhu lze nalézt barokní sochu Panny Marie. Zajímavá je neoklascistní Karlova brána.

### Tržní náměstí (Der Marktplatz)
Hlavní náměstí (Marktplatz). Nalezneme na něm budovu radnice a kašnu se sochou Herkula. Zajímavý je dům lékárny. Za nejkrásnější renesanční fasádu Německa bývá označována fasáda domu U rytířů (Haus zum Ritter), která přežila všechny škody, dobývání města francouzskými vojsky i druhou světovou válku.

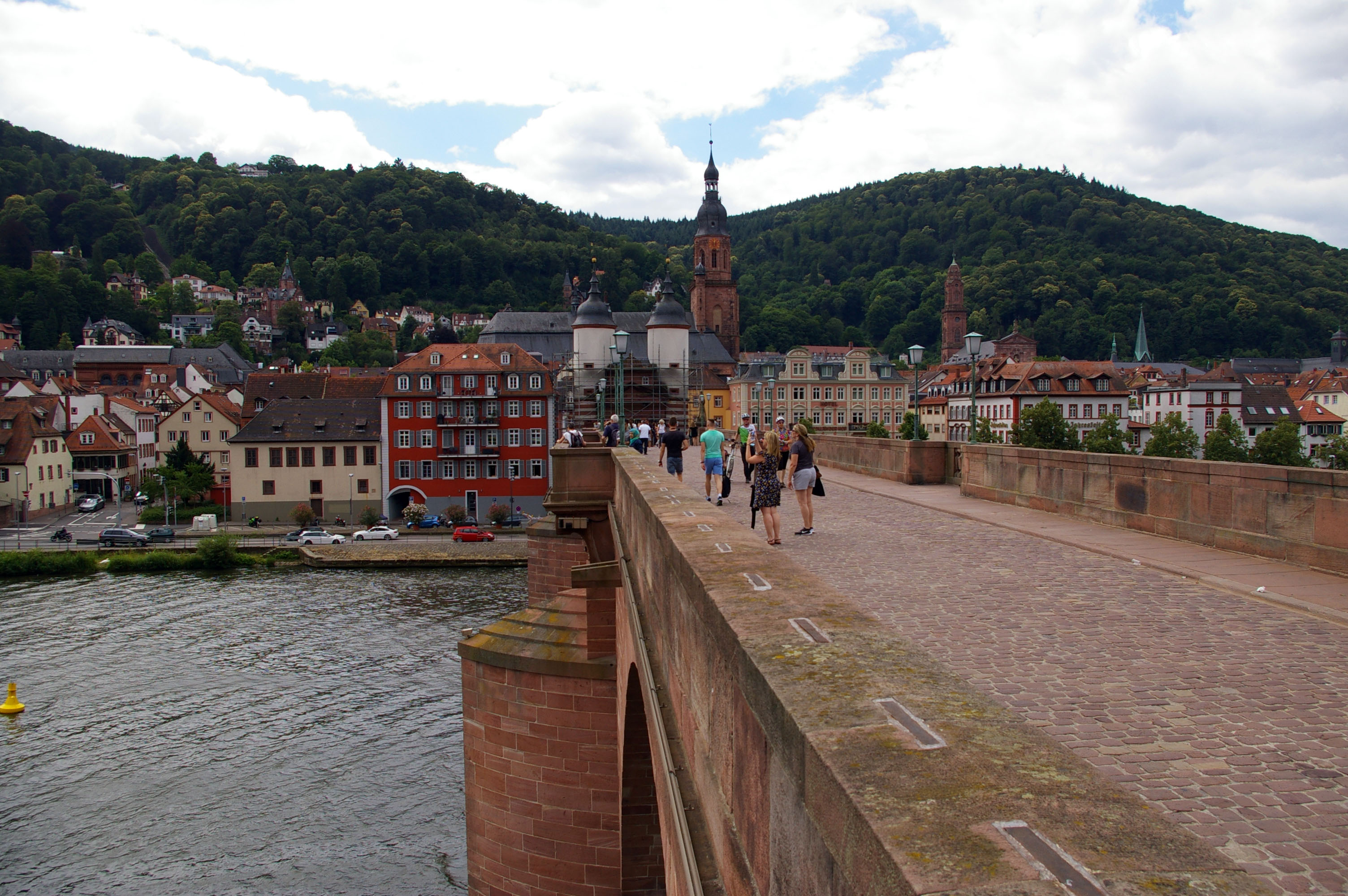
Starý most

### Starý most (Alte Brücke)
Most vede přes řeku Neckar, dokončen byl v roce 1788, ze strany města se na něj vstupuje Mosteckou bránou, která byla součástí středověkého fortifikačního systému města. Na mostě se nachází sochy Pallas Athény a sv. Jana Nepomuckého.

### Promenáda filosofů
Nachází se na severní straně města a skýtá nejkrásnější výhledy na staré město, nachází se na ní pomník Alžběty Šarloty, jež si vzala za manžela bratra Ludvíka XIV., Filipa Orleánského, a pro niž vypukla válka o Falc. Promenáda má dvě části (vyšší a nižší cestu). Její název odkazuje především k Hölderlinovi, který o Heidelbergu napsal báseň.

## Osobnosti města
- Robert Wilhelm Bunsen (1811–1899), německý chemik[3]
- Carl Gegenbaur (1826–1903), německý anatom[4]
- Friedrich Ebert (1871–1925), německý sociálnědemokratický politik, prezident Výmarské republiky[5]
- Carl Bosch (1874–1940), německý chemik, nositel Nobelovy ceny za chemii za rok 1931[6]
- Franz Kruckenberg (1882–1965), německý strojní inženýr a železniční konstruktér[7]
- Martin Dibelius (1883–1947), německý evangelický teolog[8]
- Karl Wilhelm Reinmuth (1892–1979), německý astronom
- Hans-Georg Gadamer (1900–2002), německý filozof[9]
- Felix Wankel (1902–1988), německý mechanik a konstruktér[10]
- Ernst Ruska (1906–1988), elektrotechnik, vynálezce elektronového mikroskopu, nositel Nobelovy ceny za fyziku za rok 1986[11]
- J. Hans D. Jensen (1907–1973), německý jaderný fyzik, nositel Nobelovy ceny za fyziku za rok 1963[12]
- Harald zur Hausen (1936–2023), německý lékař a virolog, nositel Nobelovy ceny za fyziologii a lékařství za rok 2008[13]
- Theodor Hänsch (* 1941), fyzik, nositel Nobelovy ceny za fyziku za rok 2005[14]
- Wolfgang Ketterle (* 1957), fyzik, nositel Nobelovy ceny za fyziku za rok 2001[15]
- Michael Fassbender (* 1977), irsko-německý herec[16]
- Denis Gremelmayr (* 1981), německý tenista[17]
- Malaika Mihambo (* 1994), německá atletka, skokanka do dálky[18]

## Partnerská města
Seznam partnerských měst Heidelbergu:
- Montpellier, Francie (1961)
- Cambridge, Spojené království (1965)
- Rechovot, Izrael (1983)
- Budyšín, Německo (1991)
- Simferopol, Ukrajina (1991)
- Kumamoto, Japonsko (1992)
- Palo Alto, USA (2017)
- Chang-čou, Čína (2017)